# Martin Dougoud
Martin Dougoud, né le 19 mai 1991 et originaire de Villers-le-Lac dans le Doubs, est un kayakiste suisse de slalom.

## Carrière
Il remporte avec Lukas Werro et Dimitri Marx la médaille de bronze en kayak par équipes aux Championnats d'Europe de slalom 2020 à Prague.
Il remporte la  médaille d'argent aux Championnats d'Europe de slalom de canoë-kayak 2023 à Cracovie (dans le cadre des Jeux européens de 2023) en K1.
Il termine 4e en kayak-slalom et 5e en kayak cross[réf. nécessaire] lors des Jeux olympiques 2024 à Paris.